# 독립미국당
독립미국당(영어: Independent American Party은 미국의 고보수주의 정당이다. 독립미국당은 유타 독립미국당에서부터 시작되었다. 독립미국당 창립자는 1968년에 전 미국 농무부 장관인 에즈라 태프트 벤슨의 "정부의 적절한 역할"이라는 제목의 연설에 영감을 받았다고 한다. 그 당의 첫번째 이념은 정부의 적절한 역할이라는 벤슨의 신념에 기초한다. 그의 연설으로부터 가져온 15가지의 정부의 적절한 역할에 대한 원칙은 IAP의 인원채용의 기초로 거행되었다.